# Дегутт, Жан-Мари-Жозеф

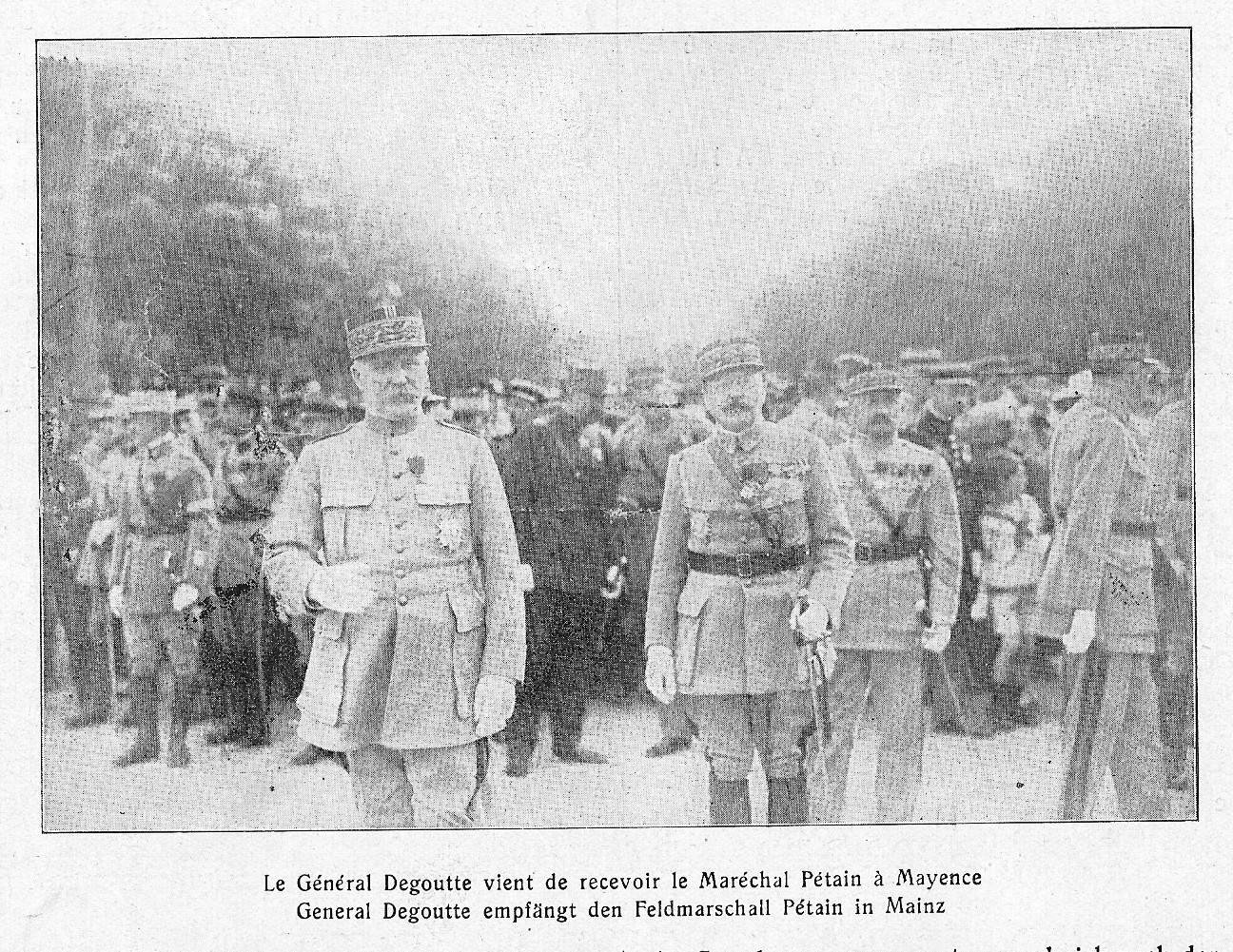
Генерал Дегутт с Ф. Петеном в Майнце в 1920 году

Жан-Мари-Жозеф Дегутт (фр. Jean Marie Joseph Degoutte; 18 апреля 1866, Шарне, Рона — 31 октября 1938, там же) — французский военачальник, дивизионный генерал (1917).

## Биография
Из крестьян. В 1887 году вступил волонтёром в 30-й артиллерийский полк французской армии. В 1890 году окончил военную школу в Сен-Сире и начал службу суб-лейтенантом 4-го полка зуавов в Тунисе, затем принял участие в колониальных войнах, в том числе на Мадагаскаре в 1895 году. Во время службы на Мадагаскаре, выучил малагасийский язык и занимал пост администратора района Майунга.
В 1895 году окончил Академию Генштаба. Участник Китайской экспедиции 1900 года.
С 1911 года служил в Марокко, в 1912 году получил звание подполковника, с 1913 года командовал бригадой. В 1914 году — начальник штаба IV армейского корпуса, с которым вступил в Первую мировую войну.
В начале войны в 1914—1915 годах был начальником штаба 4-й армии. В 1916 году после повышения до бригадного генерала в августе месяце был назначен начальником 1-й Марокканской дивизии, считавшейся одной из лучших частей французской армии, с которой успешно действовал в битвах на Сомме и в Шампани (1915—1916).
Перед битвой при Мальмезоне в октябре 1917 года был назначен командиром XXI армейского корпуса. Отличился при контрнаступлении французской армии под крепостью Верден 20-26 августа 1917 года, окончившимся отступлением германских войск на первоначальные позиции.
После успеха немецкого весеннего наступления в 1918 году сменил в июне генерала Дени Огюста Дюшена на посту главнокомандующего 6-й французской армией, с которой принял участие во Второй битве на Марне.
С сентября 1918 года Дегутт служил во Фландрии начальником штаба бельгийского короля Альберта I. После перемирия вновь принял командование 6-й армией, с которой занял левый берег Рейна. Принимал участие в составлении военных статей Версальского договора.

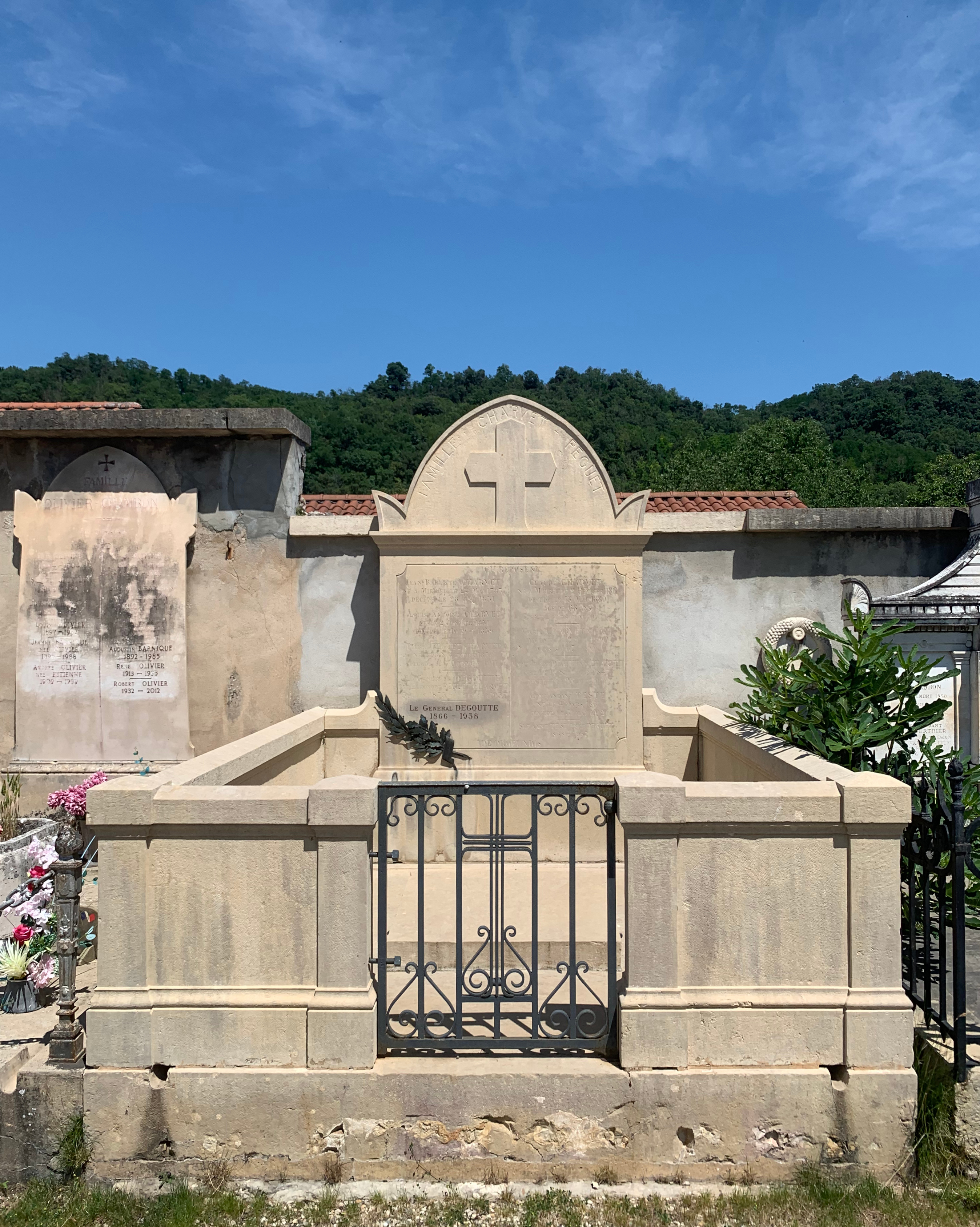
Могила генерала Дегутта на кладбище в Мирибель (Эн)

В октябре 1919 года Дегутт был назначен главнокомандующим французской Рейнской армией и одновременно членом Высшего военного совета. В 1923 году Дегутт выступал за полную оккупацию Рура, после того как Германия не выполнила своих обязательств по выплате репараций, и командовал оккупацией Рура. Последние годы своей военной службы до 1931 года провёл главнокомандующим Альпийской армией, работал над укреплением линии Мажино на границе с Италией.

## Награды
- Кавалер ордена Почётного легиона
- Офицер ордена Почётного легиона
- Командор ордена Почётного легиона
- Большой крест ордена Почётного легиона
- Великий офицер ордена Почётного легиона
- Воинская медаль (Франция)
- Военный крест (Франция)
- Медаль «За выдающуюся службу» (Армия США)
- Памятная медаль Мадагаскара (1886—1896)

## Память
- Его имя носит улица в г. Мирибель.